# Laòdice VII Tea
Laòdice VII Tea (grec antic: Λαοδίκη, Laodíkē; nascuda l'any 122 aC) va ser una filla de Antíoc VIII Grip i Cleòpatra Trifene, i germana i esposa de Mitridates I, rei del Commagena.
Es va casar amb Mitridates I quan encara era príncep de Commagena. Els pares de Laòdice i Mitridates havien acordat el matrimoni com a part d'una aliança de pau entre els dos regnes. Laòdice i Mitridates van tenir un fill, Antíoc (86 aC - 38 aC), que va ser príncep futur rei de Commagena.